# Reserva natural Cabo Blanco
La Reserva Natural Cabo Blanco fue creada por Decreto de la Provincia de Santa Cruz N° 1.561 del año 1977. Fue declarada como «Reserva Natural Intangible». El objetivo de la misma era crear una reserva para la única área de cría y reproducción del lobo marino de dos pelos (Arctocephalus australis) de la provincia de Santa Cruz. A su vez, existe también un apostadero de lobos marinos de un pelo (Otaria flavescens), así como una importante diversidad de aves marinas. En el año 1939 ya había sido declarado como Reserva Nacional Natural Intangible, estatus que no conservó al pasar de Territorio Nacional a provincia en el año 1959. La Reserva Natural abarca una superficie de 737 hectáreas y es administrada por el Consejo Agrario Provincial de Santa Cruz. Se encuentra cerca del extremo sur del golfo San Jorge. La posición geográfica en la que se encuentra es 47°19′S 65°44′O / -47.317, -65.733.

## Geomorfología

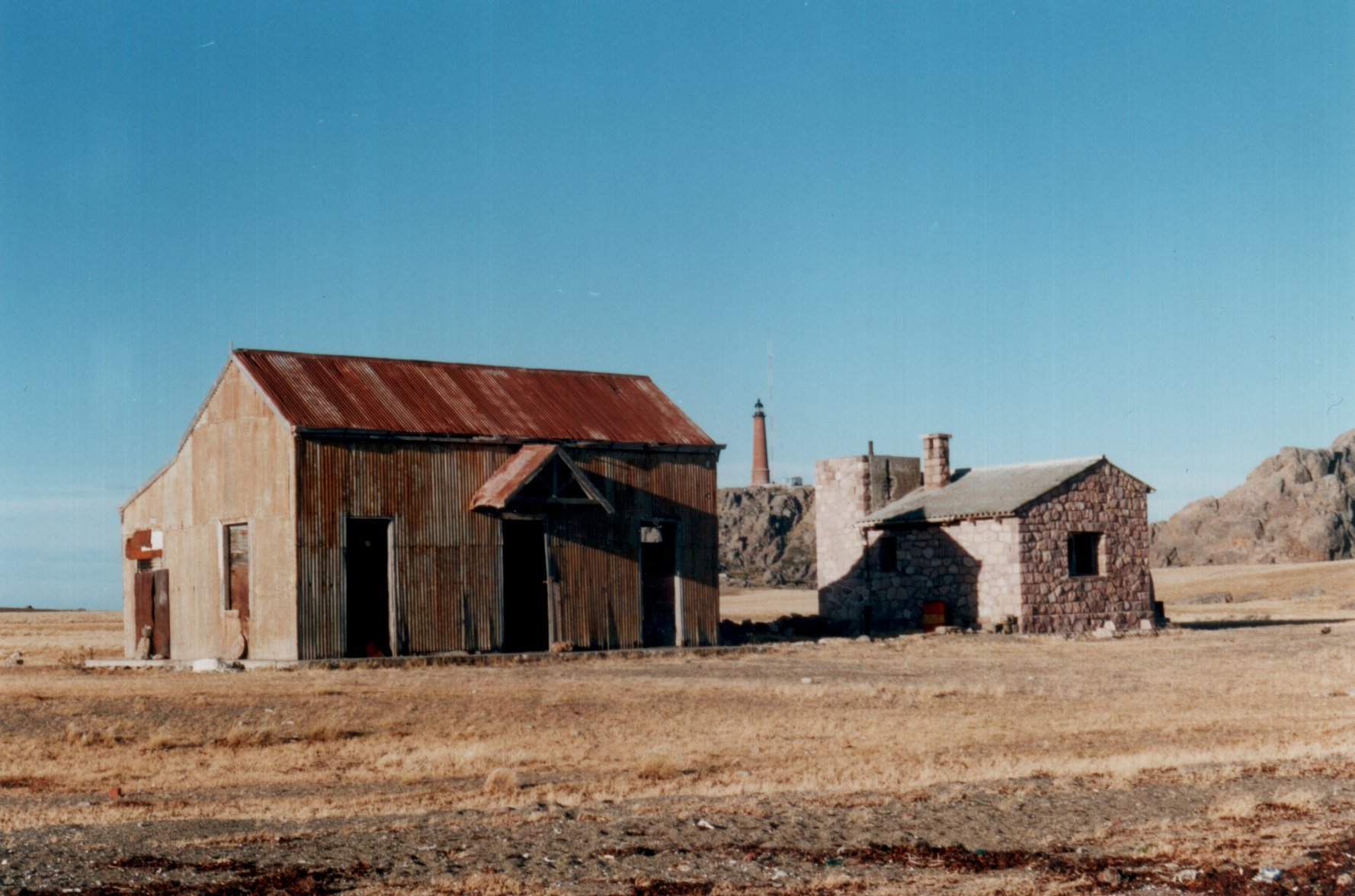
Vista de la antigua estafeta de correos y casa del Guardahilos de Cabo Blanco (foto tomada en enero de 1999).

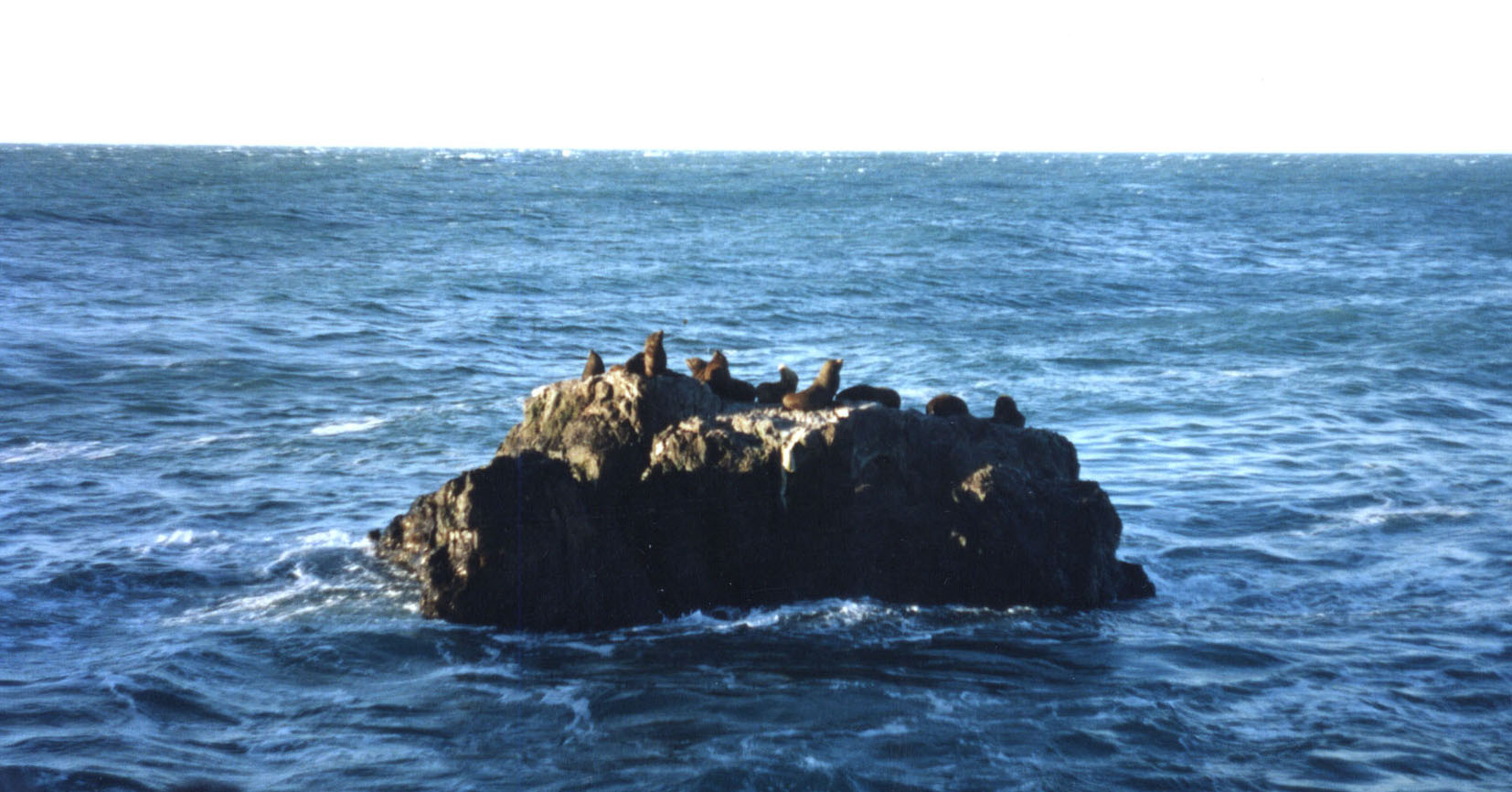
Vista una colonia de lobos marinos frente a Cabo Blanco (foto tomada en enero de 2001).

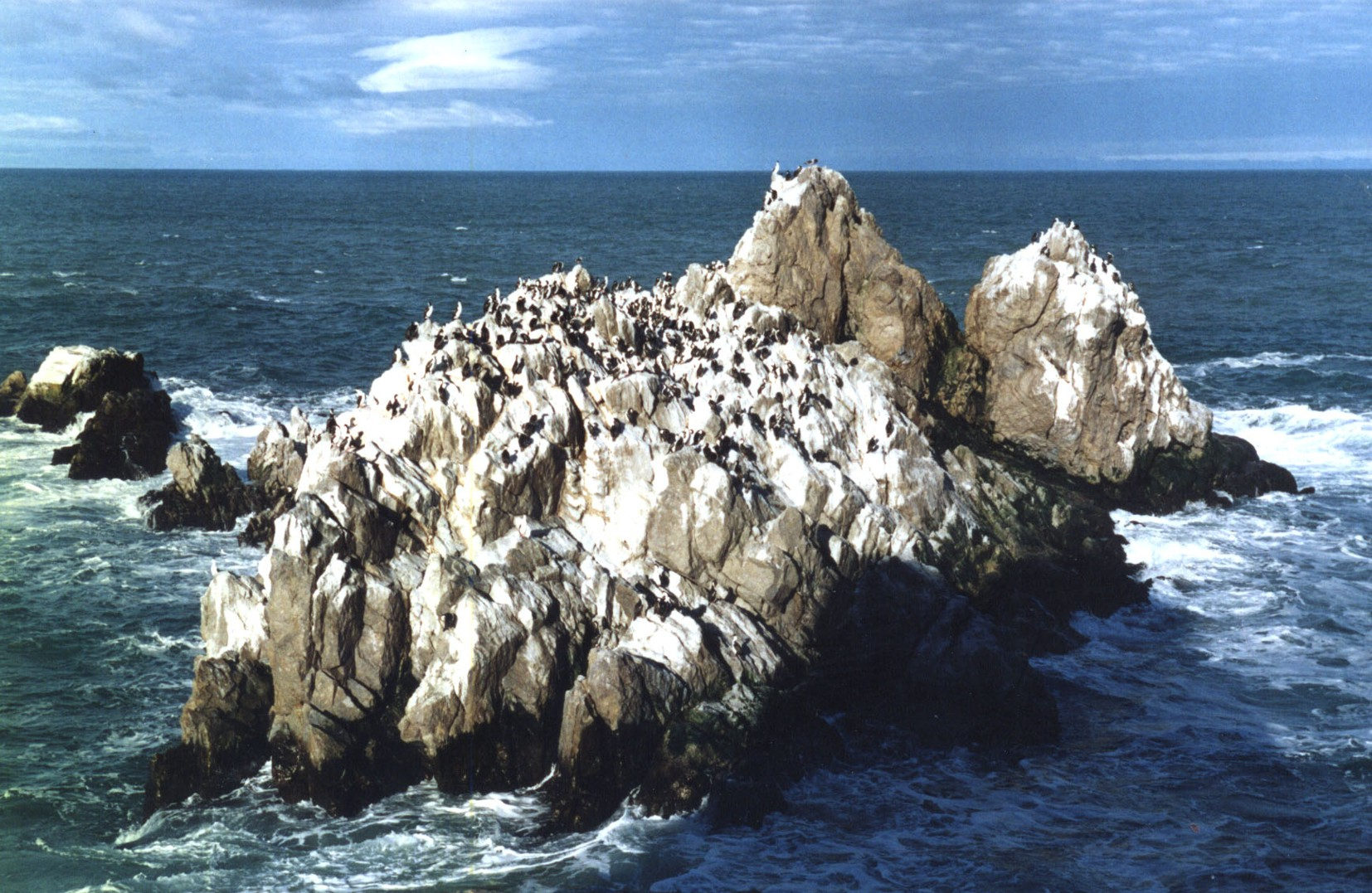
Vista de una colonia de cormoranes frente a Cabo Blanco (foto tomada en enero de 2001).

El cabo Blanco propiamente dicho está conformado por afloramientos rocosos de dirección N-S de pórfidos riolíticos, que miden aproximadamente 1,1 x 0,7 km. Estos se hallan unidos al continente por un tómbolo de tierra de origen holocénico, donde existe un faro desde principios del siglo XX, así como un apostadero naval. Se distinguen dos grandes promontorios rocosos, uno al Norte (donde se halla un faro de la Armada Argentina) y otro al Sur.

## Fauna
En el área de la reserva existe una muy importante variabilidad de especies faunísticas. En la costa, asociada a los afloramientos rocosos que constituyen los peñones de Cabo Blanco, se desarrollan amplios bancos de moluscos, especialmente de mejillones (Mytilus edulis), cholgas (Aulacomya atra) y lapas (Nacella (Patinigera) magellanica). 
Además, se dan en el mismo la existencia de grandes colonias reproductivas de lobos marinos de un pelo (Otaria flavescens) y dos pelos (Arctocephalus australis). Habitan también varias especies de aves marinas, incluyendo colonias de cormoranes grises (Phalacrocorax gaimardi), cormorán imperial (Phalacrocorax atriceps) y cormorán de cuello negro (Phalacrocorax magellanicus), ostreros negros (Haematopus ater), gaviotas australes (Larus scoresbii) y cocineras (Larus dominicanus), entre otras muchas especies.
También se registra la presencia ocasional de pingüinos de Magallanes (Spheniscus magellanicus) y rara vez pingüino de penacho amarillo (Eudyptes chrysocome), aunque no existen colonias de reproducción en las cercanías. 

## Esparcimiento
La Reserva Natural constituye un atractivo turístico de importancia para la gente de la zona, especialmente de Puerto Deseado (ciudad localizada a 88 km de distancia). Es un lugar común de acampe y para realizar asados. El nivel de protección de esta reserva está en aumento.